# Spathocera
Spathocera är ett släkte av insekter. Spathocera ingår i familjen bredkantskinnbaggar.
Släktet innehåller bara arten Spathocera dalmanii.